# NGC 7470
NGC 7470 is een spiraalvormig sterrenstelsel in het sterrenbeeld Kraanvogel. Het hemelobject werd op 30 september 1834 ontdekt door de Britse astronoom John Herschel.

## Synoniemen
- ESO 239-9
- IRAS 23023-5023
- PGC 70431